# Johann Erasmus Seiffart von Klettenberg
Johann Erasmus Seiffart von Klettenberg und Wildeck der Ältere (geboren als Johann Erasmus Seiffart; * 16. Januar 1634 in Frankfurt am Main; † 19. April 1716 ebenda) war ein Jurist, Ratsherr und von 1696 bis zu seinem Tod Stadtschultheiß der Reichsstadt Frankfurt am Main.

## Herkunft
Klettenberg stammte aus einem Frankfurter Patriziergeschlecht. Sein Vater war der aus Penig in Sachsen stammende Erasmus Seiffart (1593–1664), der nach seinem Studium der Jurisprudenz in Leipzig, Wittenberg, Jena und Basel 1620 nach Frankfurt kam, dort heiratete und als Advokat tätig wurde und schließlich 1639 dort Ratsherr wurde. Seine Mutter war Anna Maria Baur von Eysseneck, Tochter des Stadtschultheißen und 1615 geadelten Johann Martin Baur von Eysseneck (1577–1634), die Erasmus Seiffart 1633 nach dem Tod seiner ersten Frau geheiratet hatte.

## Leben
Johann studierte ab 1649 in Straßburg, 1653 in Heidelberg, 1654 in Tübingen und 1655 in Basel, wo er promovierte. Danach wurde er Advokat in Frankfurt. Von Kaiser Leopold I. erhielt er im Februar 1671 die Erhebung in den rittermäßigen Adelsstand als „von Klettenberg“ und Wappenverbesserung. 1676 wurde er Senator, d. h. Ratsherr der vorwiegend aus Kaufleuten und Juristen bestehenden sogenannten „zweiten Bank“ des Frankfurter Rats, und 1683 Schöffe und somit aus dem Patriziat stammender „Ratsherr der ersten Bank“ in Frankfurt. 1691/92 war er Älterer Bürgermeister von Frankfurt. 1692–1694 und noch einmal 1697 war er einer der Pfleger des Almosenkastens der Stadt. Von 1696 bis zu seinem Tod 1716 war er schließlich auf Lebenszeit gewählter Stadtschultheiß und, mit diesem Amt verbunden, Kaiserlicher Rat und „comes palatinus“. Im Jahre 1704 verlieh ihm Kaiser Leopold I. für sich und seine Nachkommen das Adelsprädikat „von Klettenberg und Wildeck auf Rhoda“.